# ヨーゼフ・フェルディナント・フォン・ザクセン＝コーブルク・ウント・ゴータ

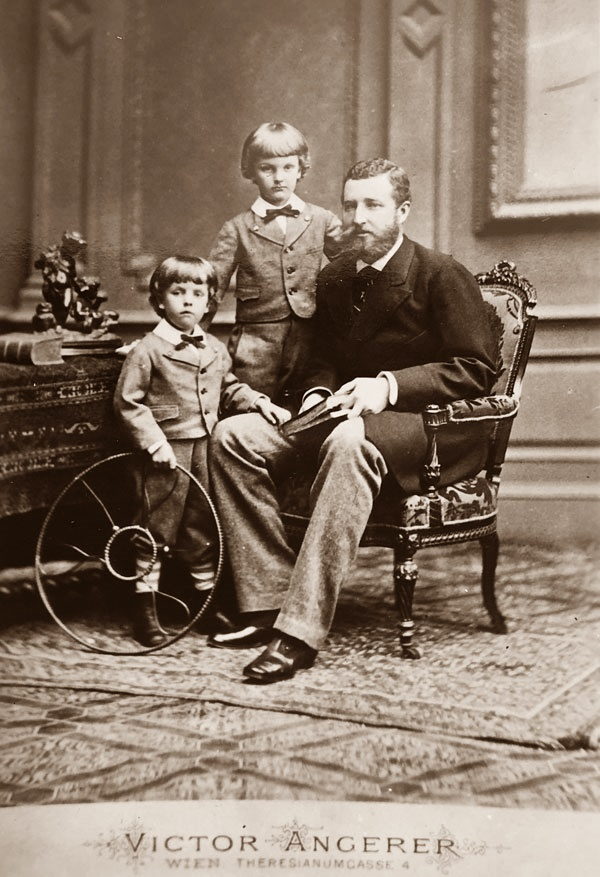
ヨーゼフ・フェルディナント（中央）と父及び弟ルートヴィヒ・ガストン、1875年頃

ヨーゼフ・フェルディナント・フォン・ザクセン＝コーブルク・ウント・ゴータ（Joseph Ferdinand von Sachsen-Coburg und Gotha, 1869年5月21日 リオデジャネイロ - 1888年8月13日 ウィーナー・ノイシュタット）は、オーストリア＝ハンガリー（二重帝国）の大地主の1つコハーリ侯家の公子。
ザクセン＝コーブルク＝ゴータ公子ルートヴィヒ・アウグストと、ブラジル皇帝ペドロ2世の次女レオポルディナの間の第3子・三男として、リオ市内の母の殿邸レオポルディナ宮殿で誕生。正式な洗礼名はヨーゼフ・フェルディナント・マリア・ミヒャエル・ガブリエル・ラファエル・ゴンツァーガ（Joseph Ferdinand Maria Michael Gabriel Raphael Gonzaga）。2人の兄ペーター・アウグストとアウグスト・レオポルトは、祖父の皇帝ペドロ2世の有力な後継者候補だったためブラジル皇子の身位を与えられていたが、継承順位の低いヨーゼフと弟ルートヴィヒ・ガストンには与えられなかった。
父の郷里オーストリアのテレジア陸軍士官学校在学中、肺炎に罹り19歳で没した。遺骸はコーブルクの一族の墓所聖アウグスティン教会に安置された。